# San Felice Aversa Normanna 2012-2013
Questa voce raccoglie le informazioni riguardanti il San Felice Aversa Normanna nelle competizioni ufficiali della stagione 2012-2013.

## Rosa
| N. |                   | Ruolo | Calciatore            |
| -- | ----------------- | ----- | --------------------- |
|    | Italia (bandiera) | D     | Davide Avagliano      |
|    | Italia (bandiera) | D     | Dario Bova            |
|    | Italia (bandiera) | D     | Marco Caldore         |
|    | Italia (bandiera) | D     | Francesco Campanella  |
|    | Italia (bandiera) | C     | Diego Castaldi        |
|    | Italia (bandiera) | D     | Ferdinando Castaldo   |
|    | Italia (bandiera) | D     | Rocco Ciocia          |
|    | Italia (bandiera) | C     | Raffaele De Martino   |
|    | Italia (bandiera) | C     | Angelo Di Marino      |
|    | Italia (bandiera) | A     | Eugenio D'Ursi        |
|    | Italia (bandiera) | A     | Sergio Ercolano       |
|    | Italia (bandiera) | D     | Francesco Esposito    |
|    | Italia (bandiera) | P     | Raffaele Esposito     |
|    | Italia (bandiera) | D     | Giovanni Fricano      |
|    | Italia (bandiera) | C     | Mattia Gagliardi      |
|    | Italia (bandiera) | C     | Vincenzo Gatto        |
|    | Italia (bandiera) | A     | Felice Gesuele        |
|    | Italia (bandiera) | A     | Salvatore Giglio      |
|    | Italia (bandiera) | D     | Valerio Giordani      |
|    | Italia (bandiera) | P     | Raffaele Gragnaniello |
|    | Italia (bandiera) | A     | Fabrizio Guarraccino  |
|    | Italia (bandiera) | A     | Vincenzo Iovene       |
|    | Italia (bandiera) | A     | Gaetano Manco         |

| N. |                    | Ruolo | Calciatore          |
| -- | ------------------ | ----- | ------------------- |
|    | Italia (bandiera)  | C     | Francesco Marano    |
|    | Italia (bandiera)  | D     | Alessandro Martucci |
|    | Italia (bandiera)  | C     | Fabiano Miraglia    |
|    | Italia (bandiera)  | D     | Luigi Panarelli     |
|    | Italia (bandiera)  | A     | Maurizio Peluso     |
|    | Italia (bandiera)  | D     | Diego Petrarca      |
|    | Italia (bandiera)  | C     | Antony Pezzullo     |
|    | Italia (bandiera)  | A     | William Pizzi       |
|    | Italia (bandiera)  | A     | Enrico Polani       |
|    | Italia (bandiera)  | D     | Ciro Poziello       |
|    | Italia (bandiera)  | C     | Renato Ricci        |
|    | Italia (bandiera)  | A     | Manuel Rolla        |
|    | Italia (bandiera)  | D     | Alessio Salese      |
|    | Italia (bandiera)  | D     | Giacomo Salzano     |
|    | Italia (bandiera)  | A     | Angelo Scalzone     |
|    | Italia (bandiera)  | C     | Nicola Scarano      |
|    | Italia (bandiera)  | C     | Francesco Sellitti  |
|    | Italia (bandiera)  | C     | Armando Sorrentino  |
|    | Italia (bandiera)  | C     | Giuseppe Vanacore   |
|    | Italia (bandiera)  | C     | Luigi Viola         |
|    | Italia (bandiera)  | C     | Alessandro Visone   |
|    | Brasile (bandiera) | C     | Renan Wagner        |